# Selinum longicalycinum
Selinum longicalycinum là một loài thực vật có hoa trong họ Hoa tán. Loài này được M.L. Sheh miêu tả khoa học đầu tiên năm 1992.